# Hertigdömet Kldekari
Hertigdömet Kldekari var en historisk monarki som låg i nuvarande Georgien mellan 876 och 1184.
Det var en vasall till, och uppgick i, kungariket Georgien.